# Góspel nigeriano
El góspel nigeriano, basado en modelos afroamericanos, se cultivó en los años 70 con colectivos de iglesias e individuos movidos por la exposición pública. El góspel se hizo muy popular en toda Nigeria durante último fin de siglo, sobre todo cantantes como Sammie Okposo, cuyo éxito en 2000, Welu Welu, fue una de las canciones más populares de la historia nigeriana, o el veterano Onyeka Onwenu. Hoy en día podemos encontrar referencias como Foluke Umosen, Soji Israel, Segun Obe, Abiodun Koya o AMAA.